# Carnação
Em heráldica, a carnação ou encarnação representa a coloração natural da pele de tez clara típica de uma pessoa de origem nativa europeia. É utilizada no brasonamento do corpo ou de partes do corpo de seres humanos e celestiais, quando representados na sua cor natural. Não constitui um dos esmaltes clássicos da armaria e como tal, ainda que aceite em algumas tradições heráldicas, o seu uso deve ser evitado sempre que possível. O uso da carnação é comum no seio das tradições heráldicas originárias da Europa continental (como a portuguesa, a francesa e a alemã), mas é raro na tradição heráldica anglo-saxã.

## Características
Os termos "carnação" ou "encarnação" são utilizados quando se pretende que o corpo, ou partes dele, de um ser humano, celestial ou mitológico, esteja representado na sua coloração natural e não num dos dos clássicos esmaltes heráldicos. Como tal é uma variante da expressão "de sua própria cor", aplicada especificamente à tez clara típica da pele de um nativo europeu.
Graficamente, a carnação é geralmente representada por uma coloração de matiz laranja ou rosa claro. O sistema original de hachura para representação monocolor dos esmaltes heráldicos, desenvolvido por Silvestre Petra Sancta em 1638, não previu nenhum padrão para a representação da carnação. Contudo, posteriormente foram desenvolvidos padrões de hachura para representar esta coloração, que não são contudo consensuais e de uso universal. Um deles é um padrão de linhas verticais interrompidas e outro é um semeado de "C".
Não fazendo nem parte da classe dos metais nem da classe das cores, a carnação tem um tratamento equivalente ao das peles heráldicas (arminho e veiros), permitindo assim a lei heráldica que a mesma se possa sobrepor tanto a metais como a cores.
Ocasionalmente, a expressão "carnação negra" é utilizada na descrição da coloração de partes do corpo de seres humanos de origem não europeia, de tez mais escura. É particularmente usada na descrição da coloração das cabeças de mouros, presentes em muitos brasões europeus. Nestes casos, se o brasão também incluir partes de corpos de nativos europeus, a coloração destas pode ser descrita com a expressão "carnação branca".
Apesar de se destinar primariamente a ser empregue na representação do corpo humano, em alguns raros casos a carnação é também empregue como coloração de figuras não humanas.

## Exemplos de utilização
- Armas da comuna de Lavoûte-Chilhac, França.
(Mão de carnação)
- Armas do município de Portimão, Portugal
(Uma cabeça de carnação branca e outra de carnação negra)
- Armas da família escocesa Dalzell
(Homem nu de carnação)
- Armas do principado de Schwarzburg-Rudolstadt
(Como tenentes, um homem e uma mulher selvagens de carnação)
- Armas da cidade de Kyiv, Ucrânia
(Anjo de carnação)